# Kincsesfő
Kincsesfő (románul: Comori) falu Romániában, Maros megyében.

## Története
Görgényszentimre község része. A trianoni békeszerződésig Maros-Torda vármegye Régeni alsó járásához tartozott.

## Népessége
2002-ben 237 lakosa volt, ebből 234 román és 3 magyar nemzetiségű.

## Vallások
A falu lakói közül 232-en ortodox, 4-en római katolikus hitűek és 1 fő görögkatolikus.